# Günther Prager
Günther Bruno Robert Prager (* 10. Januar 1911 in Seeberg, Kreis Birnbaum, Provinz Posen; † 15. September 1976 in Rotenburg an der Fulda) war ein deutscher Politiker (NSDAP).

## Leben und Tätigkeit
Nach dem Besuch der Mittelschule in Sagan arbeitete Prager als Gärtner in Sagan und Königsberg. Der NSDAP trat er zum 1. August 1929 bei (Mitgliedsnummer 147.247).
Ungefähr 1937 wurde Prager hauptamtlich Führer in der Hitlerjugend in Berlin. Im August 1937 wurde er Leiter des Hauptreferates Führerschulen im Stab der Reichsjugendführung. 1938 wurde Prager zum Beauftragten der Reichsjugendführung für das Sudetenland mit dem Rang eines HJ-Hauptbannführers ernannt. Er amtierte anschließend knapp sechseinhalb Jahre lang, bis zum Ende der NS-Herrschaft im Frühjahr 1945, als HJ-Gebietsführer für das Sudetenland, mit Dienstsitz in Prag. Im Februar 1939 übernahm er als Nachfolger von Franz Krautzberger den Posten als HJ-Gebietsführer im Sudetengau (Reichenberg) für die Hitlerjugend.
Während des Zweiten Weltkrieges leistete Prager zeitweise Kriegsdienst. Es bestand 1943 eine Zeit lang die Überlegung Prager zum Stellvertreter des Gauleiters Konrad Henlein zu berufen.
Am 22. Januar 1944 trat Prager im Nachrückverfahren für den ausgeschiedenen Abgeordneten Franz Künzel in den nationalsozialistischen Reichstag ein, in dem er bis zum Ende der NS-Herrschaft im Frühjahr 1945 zusammen mit einigen anderen Abgeordneten die Reichsprovinz Sudetenland vertrat.
In den 1950er Jahren betätigte sich Prager politisch in der Freien Demokratischen Partei Deutschlands (FDP). Von 1950 bis 1955 amtierte er als Geschäftsführer des Bezirksverbandes Ruhr der Partei. Anschließend war er für den Internationalen Bund für Sozialiarbeit (Jugendsozialwerk e.V.) in Tübingen tätig.

## Schriften
- Unter Spaten und Gewehr. Briefe für Arbeitsmänner und Soldaten. Hrsg.: Oberbannführer Günther Prager, Leiter des Stabes im Gebiet Ostland. Königsberg, 1937